# 2533 Fechtig
A 2533 Fechtig (ideiglenes jelöléssel A905 VA) a Naprendszer kisbolygóövében található aszteroida. Max Wolf fedezte fel 1905. november 3-án.